# Bessie Clayton
Pour les articles homonymes, voir Clayton.
Bessie Clayton (vers 1875 - 16 juillet 1948,,) est une danseuse de vaudeville de burlesque et de Broadway, chorégraphe américaine dont la carrière de près de 35 ans a commencé à l'époque des Gay Nineties. Clayton connue pour son style de danse tourbillonnant souvent exécuté en descendant un long escalier, est considérée comme la mère du toe-tap, et de la fusion de la danse acrobatique et du ballet classique,. Dans sa nécrologie, le New York Times a qualifié Clayton de première danseuse étoile américaine, née dans le pays.
Quel merveilleux tourbillon d'énergie est Bessie Clayton. Sa souplesse et son contrôle absolu [des] muscles et la vitesse fulgurante de ses mouvements laissent haletant. Elle est ici, là et partout, et toujours dynamique, légère, sans conséquence et pleine de cette énergie nerveuse agitée et infatigable qui anime une si grande partie de la vie américaine. - Caroline Caffin, Vaudeville: the Book, 1914.

## Biographie
Fille d'immigrants irlandais, Bessie Clayton est née à Philadelphie où elle reçoit ses premières cours du maître de ballet George Washington Smith (1820–1899),,. Elle se produit pour la première fois sur scène vers l'âge de huit ans et, avec l'aide d'un compatriote de Philadelphie, le compositeur et manager Alfred E. Aarons (de), elle fait ses débuts professionnels environ huit ans plus tard dans la comédie musicale à succès de Charles Hale Hoyt, A Trip to Chinatown (en), au Madison Square Theatre (en) de New York. Selon certaines informations, Clayton est embauchée comme remplaçante temporaire après que la danseuse Loïe Fuller ai brusquement quitté A Trip to Chinatown. La petite danseuse impressionne tellement la compagnie de Hoyt qu'ils l'ont embauchée pendant les six saisons suivantes,. La 604eme représentation est donnée le 22 juin 1893.
Le 23 mai 1894, Clayton épouse le chorégraphe de Hoyt, Julian Mitchell (en) . Le couple reste ensemble jusqu'en 1910, et ne divorce qu'en 1924. Leur unique enfant, Priscilla, est née vers 1901. Priscilla épousera plus tard Roger Pryor, le fils du chef d'orchestre Arthur Pryor (en). Roger Pryor, également chef d'orchestre, est devenu plus tard un acteur hollywoodien et le mari de l'actrice Ann Sothern ,.
Peu de temps après leur mariage. Clayton et Mitchell vont en Angleterre où le 25 juin 1894, elle y fait ses débuts au Lyric Theatre de Londres, suivi quelques semaines plus tard d'engagements à Paris. Clayton et Mitchell  travaillent souvent ensemble dans les productions de Charles Hoyt et plus tard Bessie Clayton joue avec Joe Weber (en) et Lew Fields (en) dans presque tous leurs spectacles.
Entre 1898 et 1913, Clayton apparait dans une série de productions de Broadway. Elle est la danseuse principale des Ziegfeld Follies de 1909, et passe notamment dans Hokey Pokey en 1912,,. et The Passing Show (en) en 1913,.Elle tourne aussi avec sa propre compagnie dans divers circuits de vaudeville.
D'octobre à décembre 1910, elle danse à l'Olympia dans la revue Vive Paris ! de Maurice Millot, sur une musique d'Eugène Poncin,,. En 1911, elle est la première danseuse dans le ballet The Mad Pierrot d'Elise Clerc à l'Alhambra de Londres,, puis elle apparait au Coliseum de Londres, aux côtés de Sarah Bernhardt. En 1912, elle participe au jubilé de Weber et Fields à New York,. En 1913, elle décline le rôle de danseuse principale de la Gaîté-Lyrique.
Clayton prend sa retraite en 1924 et épouse son ancien directeur, Bert Cooper (1882-1945). Résidant à West Long Branch, où elle vit avec sa petite-fille, Clayton est décédée en 1948 au Hazard Hospital de Long Branch.